# 淺愛
《淺愛》（英語：Shallow Love），是一部預計於2017年上映的劇情電影，由王奕瑾、朱永菁、高瀨革領銜主演。中國及台灣預計將於2017年下半年上映。

## 劇情簡介
正值花樣年華的少女Candice Wang (王奕瑾 飾) 出身中國的高階家庭，並在家人的安排下前往東京拜訪家族的合作夥伴，進行商務之旅同時，好奇心重的她為已逝世16年的叔叔George找尋舊愛Joyce(朱永菁 飾)。然而，Joyce當天卻沒有依約在東京鐵塔出現。

Candice置身在語言文化陌生的環境，不僅迷失在東京街頭，面對人事已非的東京，對於尋人任務是否能完成更是沒有把握。當Candice終於克服重重困難與Joyce見面， Candice滿足了刺激人生的渴望；然而，她所追求的刺激，卻在Joyce平靜的人生投下一顆震撼彈…

## 演員陣容
| 演員姓名 | 角色名稱 | 介紹 |
| 王奕瑾   | Candice  | 正值花樣年華的少女，出身中國的高階家庭。懵懵懂懂，好奇心旺盛的她，對於整個世界有著無限的冒險與憧憬。因緣際會，她在家人的安排下出國深造，開始了一段青春無限刺激旅程，同時為已逝世的叔叔George完成找尋舊愛的心願。                                                         |
| 朱永菁   | Joyce    | George的女朋友，帶點陰鬱氣質，內斂不多話。當年情侶兩人被黑道追砍，命危之際男友被帶回中國。對愛情執著的她，選擇忘卻傷害記住美好，僅管杳無音訊，仍癡情苦等16年，盼望能與愛人原地重逢，便獨自開啟不易的異國生活，在東京擔任西餐廳服務員，不同以往的轟轟烈烈，回歸平淡生活。 |
| 高瀨革   | 高瀨革   | Joyce 與George的大學好友兼酒友，三人經常玩在一塊。旁觀者的他，深知過往的傷痛，無法靠時間來療癒，唯有放下才能真正的撫平。當知道Candice隻身來到日本的目地，便主動擔任橋梁，說服Joyce是時候該直視深埋內心16年的那份痛苦，當一切歸零，人生才能重新開始。                     |

## 工作人員
編劇／導演：王毓雅

主演：王奕瑾／朱永菁

聯合主演：高瀨革／大和田廣樹／平陽耕路／朱利安安樂特

出品人：王清涼

總監製：梁培苓

總策劃：黃振東／朱益弘

監制：王毓雅／裴祖佳

策劃：潘啟明

攝影：官德仁

剪輯：廖苔惠

音樂：陳惟君

美術：陳瀅瀅

出品：大唐國際娛樂股份有限公司.、果昱影像製作有限公司

## 外部連接
- 大唐國際娛樂股份有限公司